# Fallou Diagne
Pour les articles homonymes, voir Diagne.
Fallou Diagne, né le 14 août 1989 à Dakar, est un footballeur franco-sénégalais évoluant au poste de défenseur central.

## Biographie
Formé au Sénégal à Génération Foot, Fallou Diagne est recruté en 2007 par le FC Metz. Après une saison passée avec la réserve messine, il fait une dizaine d'apparitions sous le maillot grenat entre 2008 et 2010, souvent utilisé en tant que joker par Yvon Pouliquen. À la suite d'un chamboulement au sein de l'effectif du FC Metz à l'été 2010, Fallou Diagne s'installe comme titulaire au sein de la défense centrale du club lorrain, au côté de Kalidou Koulibaly. Au total, il dispute ainsi 66 matchs et marque quatre buts pour le FC Metz.
Le 6 janvier 2012, il s'engage avec le SC Fribourg, alors dernier de Bundesliga, et y rejoint son ancien coéquipier Papiss Cissé. Il évolue durant deux saisons et demie à Fribourg.
Le 26 août 2014, il signe un contrat de trois ans en faveur du Stade rennais et fait ainsi son retour en France. Le 26 septembre 2015, il marque son premier but avec le Stade rennais à l'occasion d'un match de Ligue 1 face à l'ES Troyes AC (match nul 1-1).
Après une saison 2015-2016 remarquée sous les couleurs du Stade rennais, Fallou Diagne est sélectionné pour la première fois en équipe du Sénégal par Aliou Cissé. Il honore sa première sélection, face au Rwanda, à l'occasion d'un match amical disputé le 28 mai 2016, lors duquel il remplace Kalidou Koulibaly en seconde mi-temps.
Le 8 juillet 2016, il est transféré au Werder Brême, avec lequel il signe un contrat de trois ans. En manque de temps de jeu, il fait son retour au FC Metz le 10 janvier 2017, prêté pour 18 mois avec option d'achat. D'abord remplaçant, il devient ensuite titulaire lors de la saison 2017-2018 (26 titularisations).
A l'été 2018, il signe un contrat de deux ans avec Konyaspor.

## Statistiques
| Saison                | Club                  | Championnat           | Championnat | Championnat | Coupe nationale | Coupe nationale | Coupe de la Ligue | Coupe de la Ligue | Compétition(s) continentale(s) | Compétition(s) continentale(s) | Compétition(s) continentale(s) | Sénégal | Sénégal | Total | Total |
| Saison                | Club                  | Division              | M.          | B.          | M.              | B.              | M.                | B.                | Comp.                          | M.                             | B.                             | M.      | B.      | M.    | B.    |
| 2008-2009             | FC Metz               | Ligue 2               | 6           | 0           | 0               | 0               | 1                 | 0                 | -                              | -                              | -                              | -       | -       | 7     | 0     |
| 2009-2010             | FC Metz               | Ligue 2               | 8           | 0           | 0               | 0               | 2                 | 0                 | -                              | -                              | -                              | -       | -       | 10    | 0     |
| 2010-2011             | FC Metz               | Ligue 2               | 31          | 1           | 3               | 1               | 1                 | 0                 | -                              | -                              | -                              | -       | -       | 35    | 2     |
| 2011-2012             | FC Metz               | Ligue 2               | 13          | 2           | 0               | 0               | 1                 | 0                 | -                              | -                              | -                              | -       | -       | 14    | 2     |
| Sous-total            | Sous-total            | Sous-total            | 58          | 3           | 3               | 1               | 5                 | 0                 | -                              | -                              | -                              | -       | -       | 66    | 4     |
| 2011-2012             | SC Fribourg           | Bundesliga            | 15          | 1           | 0               | 0               | -                 | -                 | -                              | -                              | -                              | -       | -       | 15    | 1     |
| 2012-2013             | SC Fribourg           | Bundesliga            | 30          | 1           | 4               | 0               | -                 | -                 | -                              | -                              | -                              | -       | -       | 34    | 1     |
| 2013-2014             | SC Fribourg           | Bundesliga            | 12          | 0           | 1               | 0               | -                 | -                 | C3                             | 3                              | 0                              | -       | -       | 16    | 0     |
| Sous-total            | Sous-total            | Sous-total            | 57          | 2           | 5               | 0               | -                 | -                 | -                              | 3                              | 0                              | -       | -       | 65    | 2     |
| 2014-2015             | Stade rennais FC      | Ligue 1               | 15          | 0           | 2               | 0               | 1                 | 0                 | -                              | -                              | -                              | -       | -       | 18    | 0     |
| 2015-2016             | Stade rennais FC      | Ligue 1               | 22          | 5           | 1               | 0               | 1                 | 1                 | -                              | -                              | -                              | 1       | 0       | 25    | 6     |
| Sous-total            | Sous-total            | Sous-total            | 37          | 5           | 3               | 0               | 2                 | 1                 | -                              | -                              | -                              | 1       | 0       | 43    | 6     |
| 2016-2017             | Werder Brême          | Bundesliga            | 2           | 0           | -               | -               | -                 | -                 | -                              | -                              | -                              | 1       | 0       | 3     | 0     |
| Sous-total            | Sous-total            | Sous-total            | 2           | 0           | -               | -               | -                 | -                 | -                              | -                              | -                              | 1       | 0       | 3     | 0     |
| 2016-2017             | FC Metz (prêt)        | Ligue 1               | 12          | 0           | -               | -               | -                 | -                 | -                              | -                              | -                              | 1       | 0       | 13    | 0     |
| 2017-2018             | FC Metz (prêt)        | Ligue 1               | 29          | 1           | -               | -               | -                 | -                 | -                              | -                              | -                              | -       | -       | 29    | 1     |
| Sous-total            | Sous-total            | Sous-total            | 41          | 1           | -               | -               | -                 | -                 | -                              | -                              | -                              | 1       | 0       | 42    | 1     |
| Total sur la carrière | Total sur la carrière | Total sur la carrière | 195         | 11          | 11              | 1               | 7                 | 1                 | -                              | 3                              | 0                              | 3       | 0       | 219   | 13    |